# Bolgiano
Bolgiano (Bolgian in dialetto milanese, AFI: [bulˈd͡ʒãː]) è un quartiere di San Donato Milanese di cui costituisce la parte orientale, verso Mezzate. Gli abitanti si chiamano bolgianesi. Costituì un comune autonomo fino al 1870.

## Storia

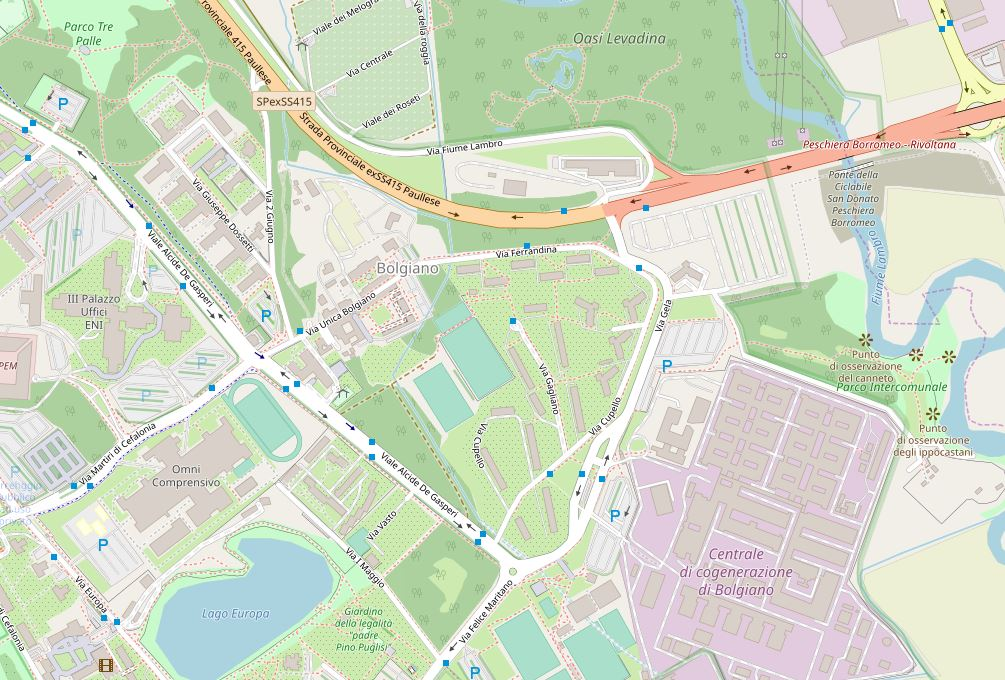
Bolgiano su OpenStreetMap

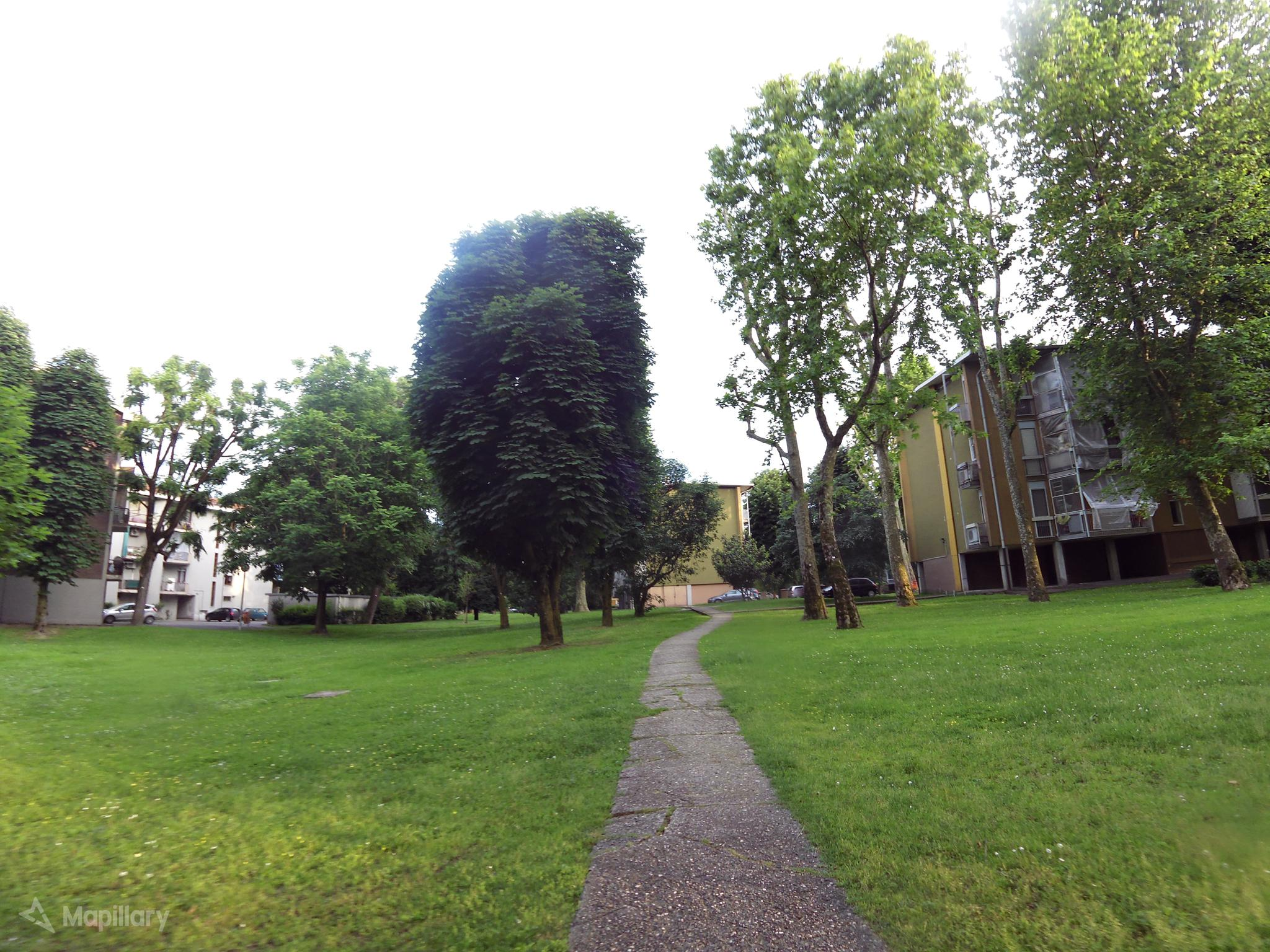
Bolgiano area residenziale di via Ferrandina

La piccola località rurale di Bolgiano, di antica origine, costituiva un comune compreso nella Pieve di San Donato, parte del Ducato di Milano, e confinava con Foramagno a nord, Zeloforamagno e Robbiano ad est, Carpianello a sud e San Donato ad ovest. Al censimento del 1751 la località fece registrare 129 residenti.
In età napoleonica, nel 1805, la popolazione era salita a 250 unità, ma quattro anni dopo il Comune di Bolgiano venne soppresso e aggregato al limitrofo municipio di San Donato, a sua volta unito a Viboldone nel 1811; tutti i centri recuperarono comunque l'autonomia con l'istituzione del Regno Lombardo-Veneto. Al censimento del 1853 Bolgiano contava 336 abitanti, a quello del 1861 il numero era salito a 387.
Il comune venne infine soppresso ed annesso a San Donato Milanese nel 1870 riprendendo l'antico modello napoleonico.
In tempi recenti il quartiere di Bolgiano è diventato prevalentemente residenziale. Dal 30 ottobre 1996 nella ex-scuola elementare ospita la sede principale dell'Università della Terza Età di San Donato e San Giuliano dei Lions, in collaborazione con il comune di San Donato Milanese e dal 2018 la casa delle associazioni.
L'unica chiesa dell'area è stata sconsacrata e non ha assunto alcuna nuova funzione.

## Geografia antropica

### Urbanistica
Bolgiano è ormai una area residenziale: oltre agli abitati operai di Via Ferrandina e Via Cupello creati con giardini senza barriere, negli anni '90 sono state create le residenze di via Giuseppe Dossetti.
Via Unica Bolgiano è l'unica via commerciale con dei ristoranti.
Negli anni '80 Eni crea la Centrale di cogenerazione di Bolgiano, ancora in funzione.
Il quartiere è accessibile dagli altri quartieri dal Viale De Gasperi, Via Martiri di Cefalonia e via Maritano mentre al di fuori dell'ambito comunale ha due accesso alla strada Paullese da Via Gela e Via 2 Giugno.

## Servizi e associazioni
- ACS (Azienda Comunale dei Servizi)
- Agape
- AIDO

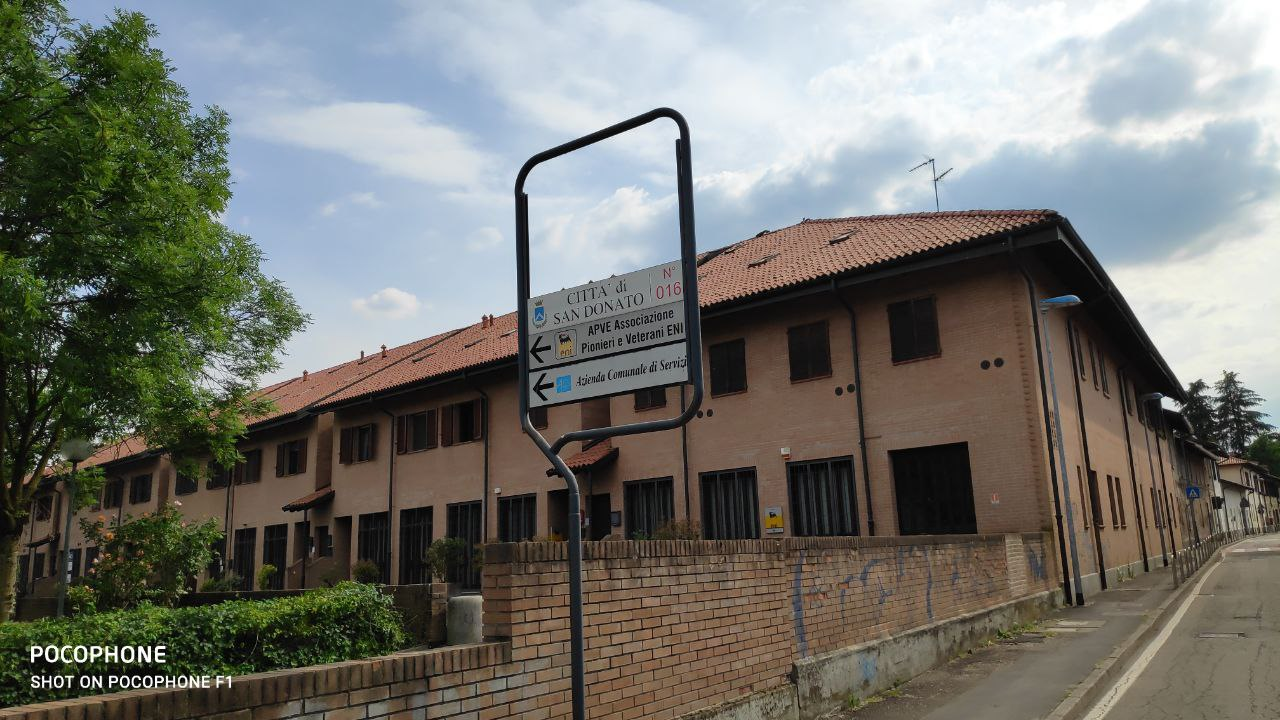
Associazione pionieri ENI a San Donato Milanese

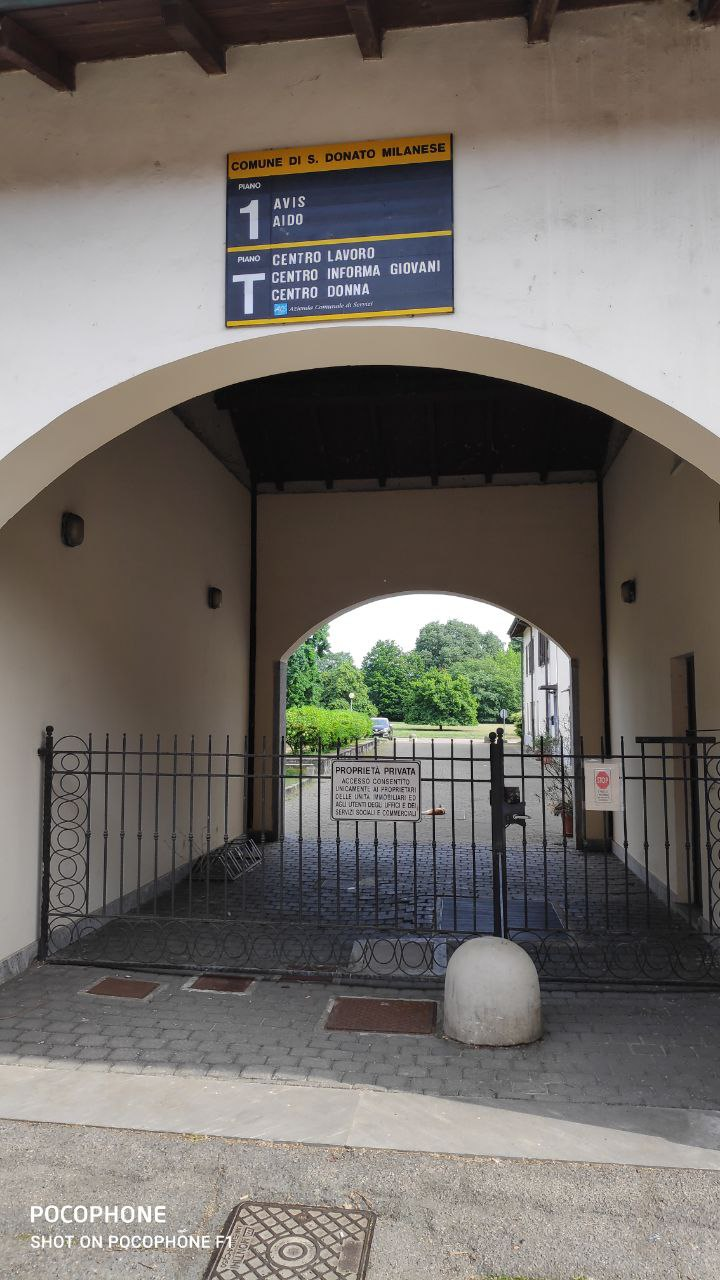
AViS Aido Centro lavoro e altro a Bolgiano di San Donato Milanese

- APVE (Associazione Pionieri Veterani dell'ENI)
- Assia
- Aurora 2000 (Cooperativa sociale)
- AVIS
- AVO (Associazione Volontari Ospedalieri)
- Centro di Qwan Ki Do - Ho Trao
- Centro Donna
- Centro Informa giovani
- Centro Lavoro
- Cuore Fratello onlus
- Ecole de Savate Sdm
- Risorsa Più onlus
- Spazio delle comunità
- Spazio Due - Colibrì
- Università della Terza Età

## Infrastrutture e trasporti
L'area è servita da diverse linee tra cui la circolare C rossa (Lunedì-Sabato) e la circolare B/C (festivi) gestite da Autoguidovie effettuano diverse fermate all’interno della frazione. Nei limiti della frazione fanno servizio le linee 902 con capolinea San Donato M3 (via Marignano) e Pescheria Borromeo, oltre che alla 903 con capolinea San Donato M3 (via Marignano) e Linate Aeroporto gestite da ATM. lungo l'asse De Gasperi sono presenti piste ciclabili sulla carreggiata mentre in via Maritano sono in sede propria.

## Sport
È presente il Centro Sportivo Ravaglia, intitolato a Raffaele Ravaglia, fondatore della Bolgiano Calcio e figura emblematica nel panorama calcistico locale, fondato tra il 1964 e il 1966.

## Galleria d'immagini

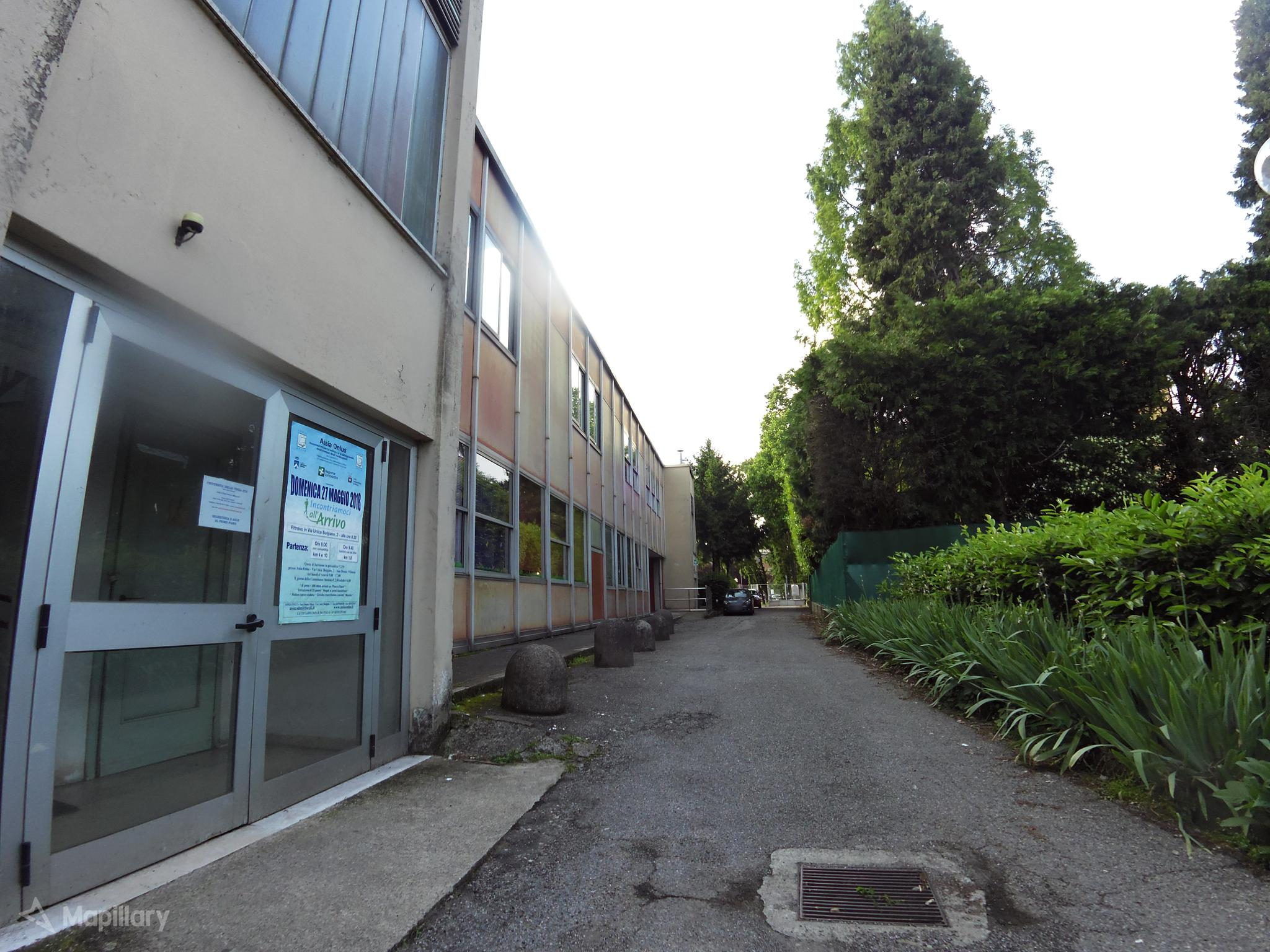
Ex scuola di Bolgiano ora sede di numerose associazione, della Casa delle associazioni e dell'Università della Terza Età
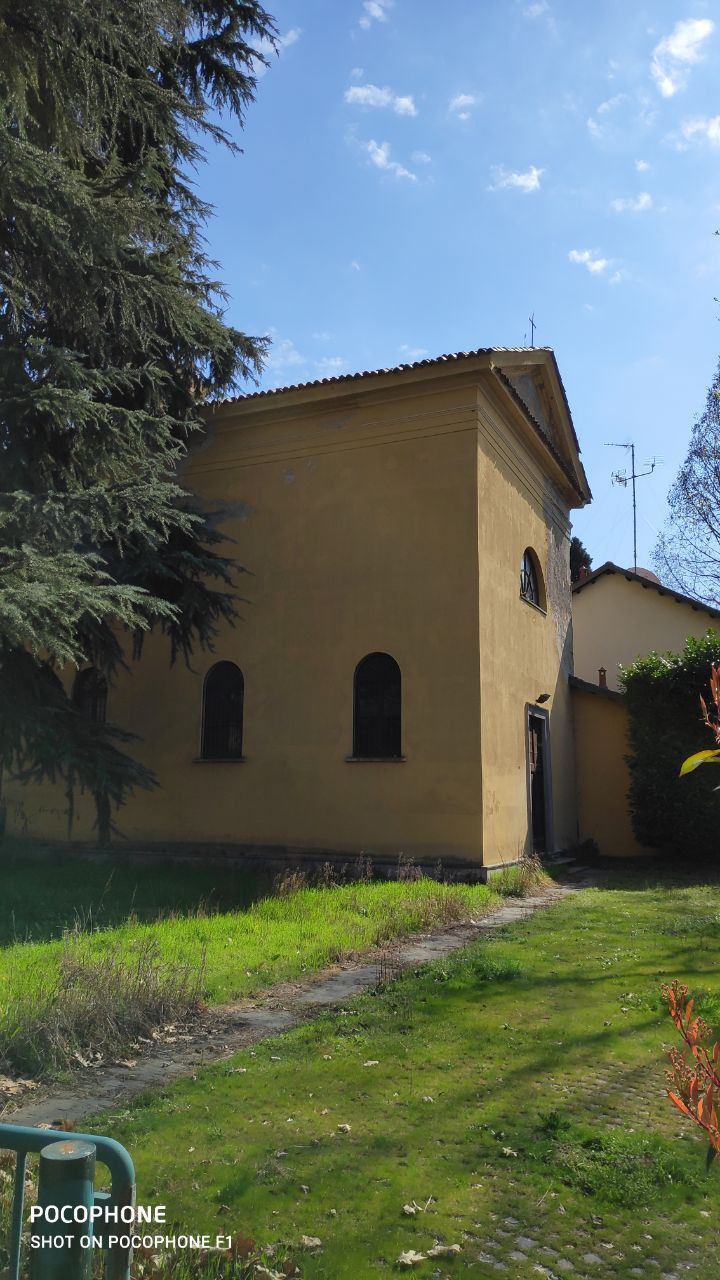
Chiesetta di San Luca di Bolgiano sconsacrata (Marzo 2020)
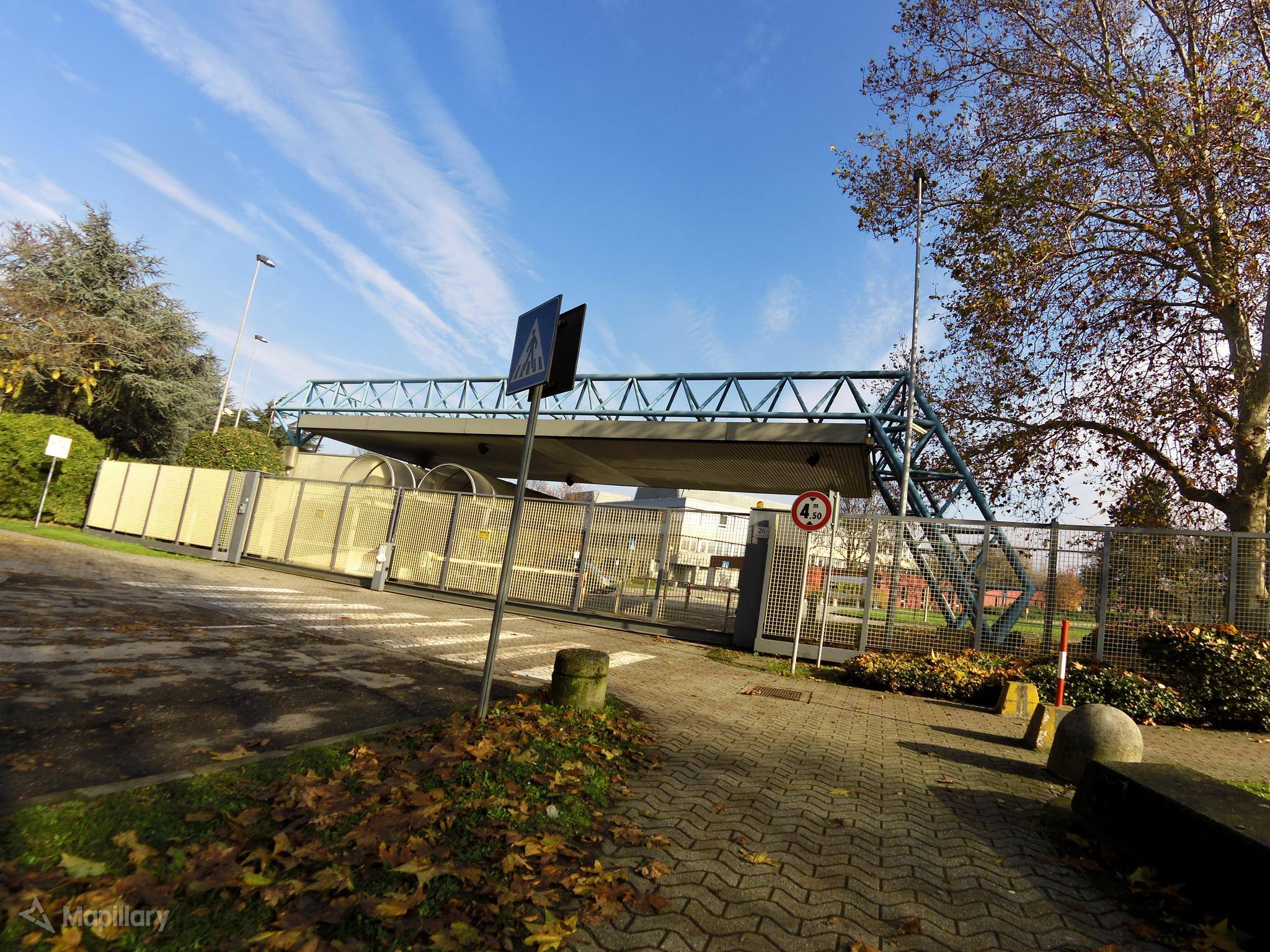
Ingresso del Centro di Cogenerazione di Bolgiano (2018)
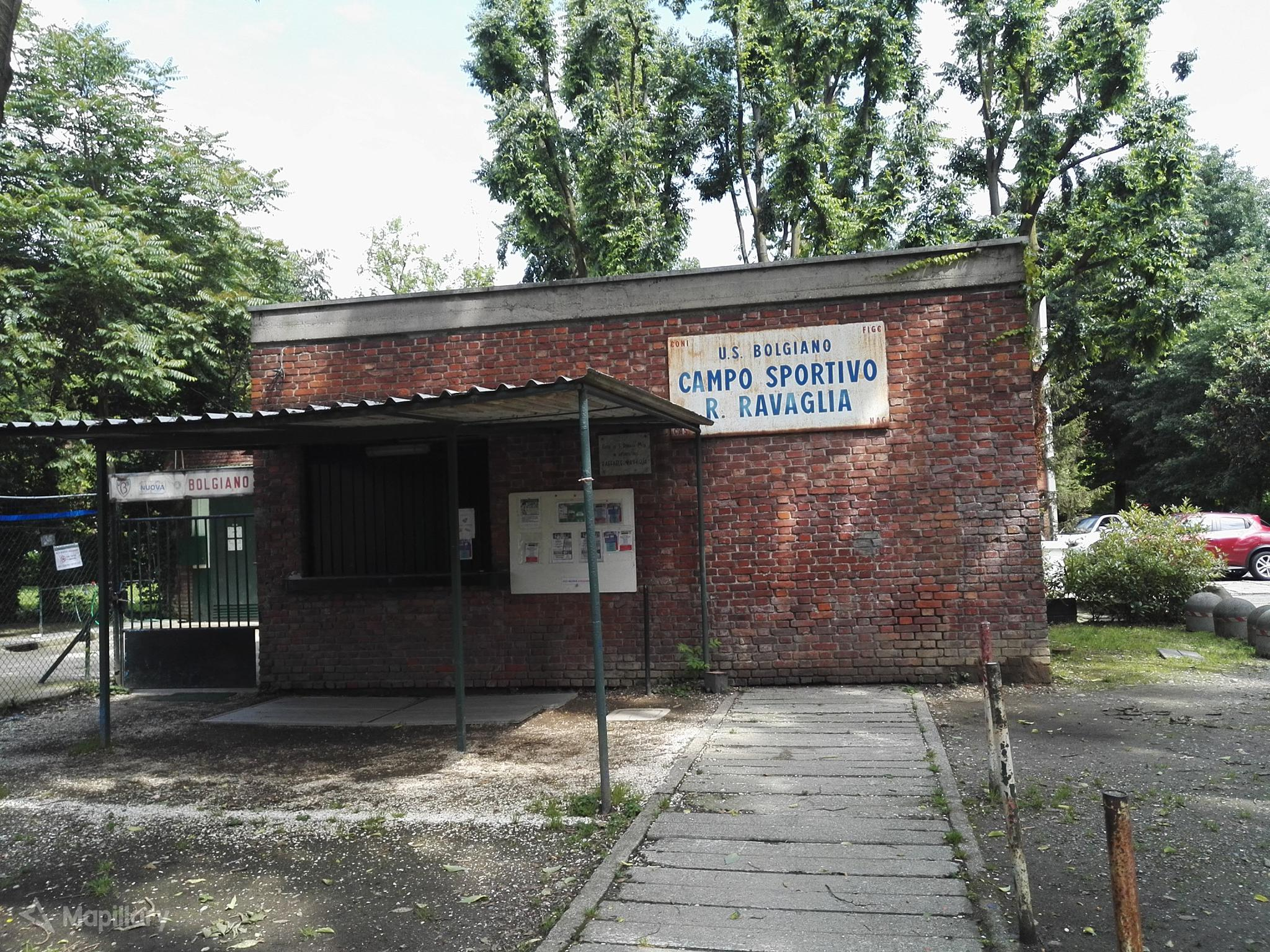
US Bolgiano - Campo Sportivo R. Ravaglia di San Donato Milanese
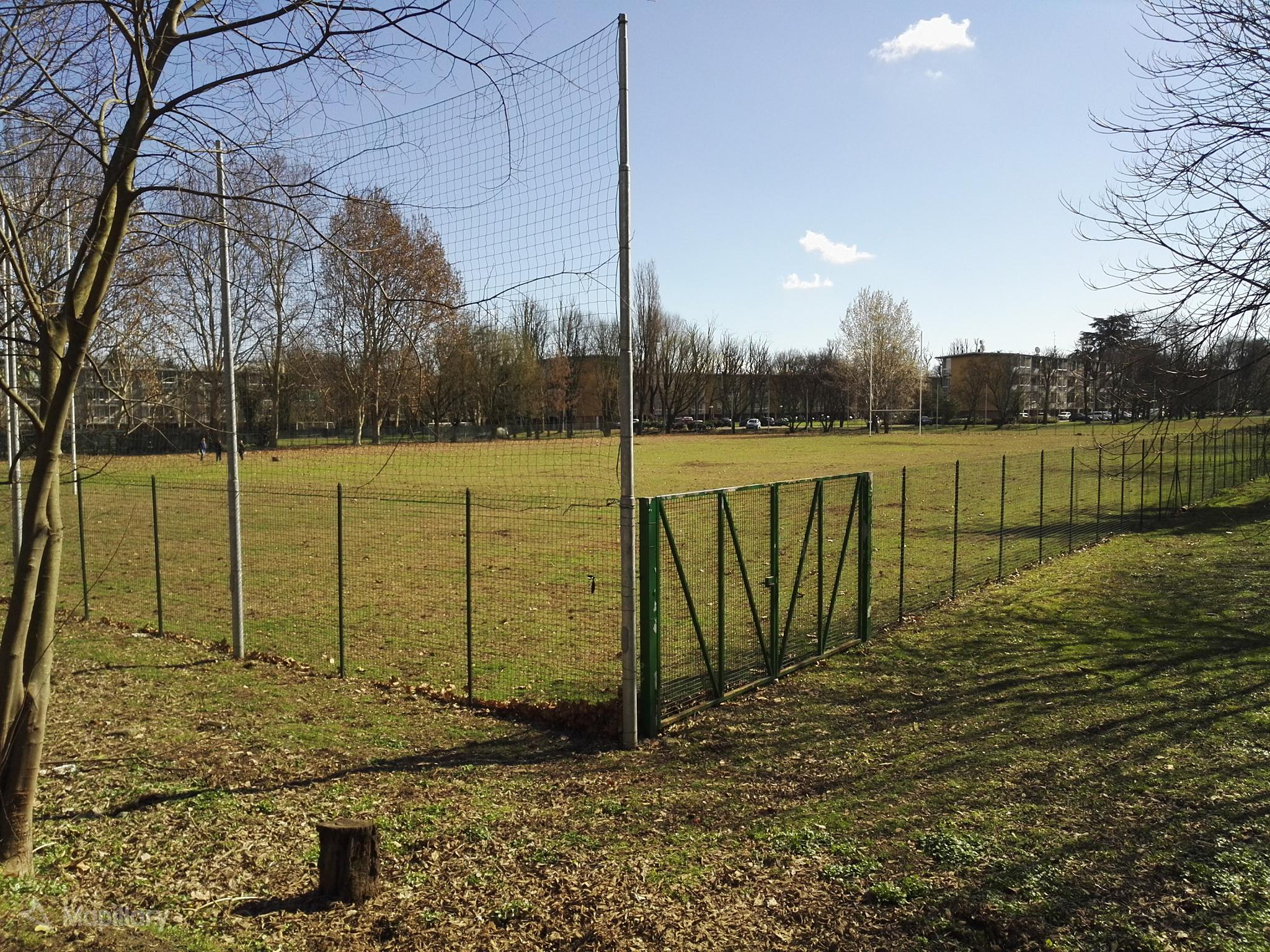
Campo da Rugby di Bolgiano
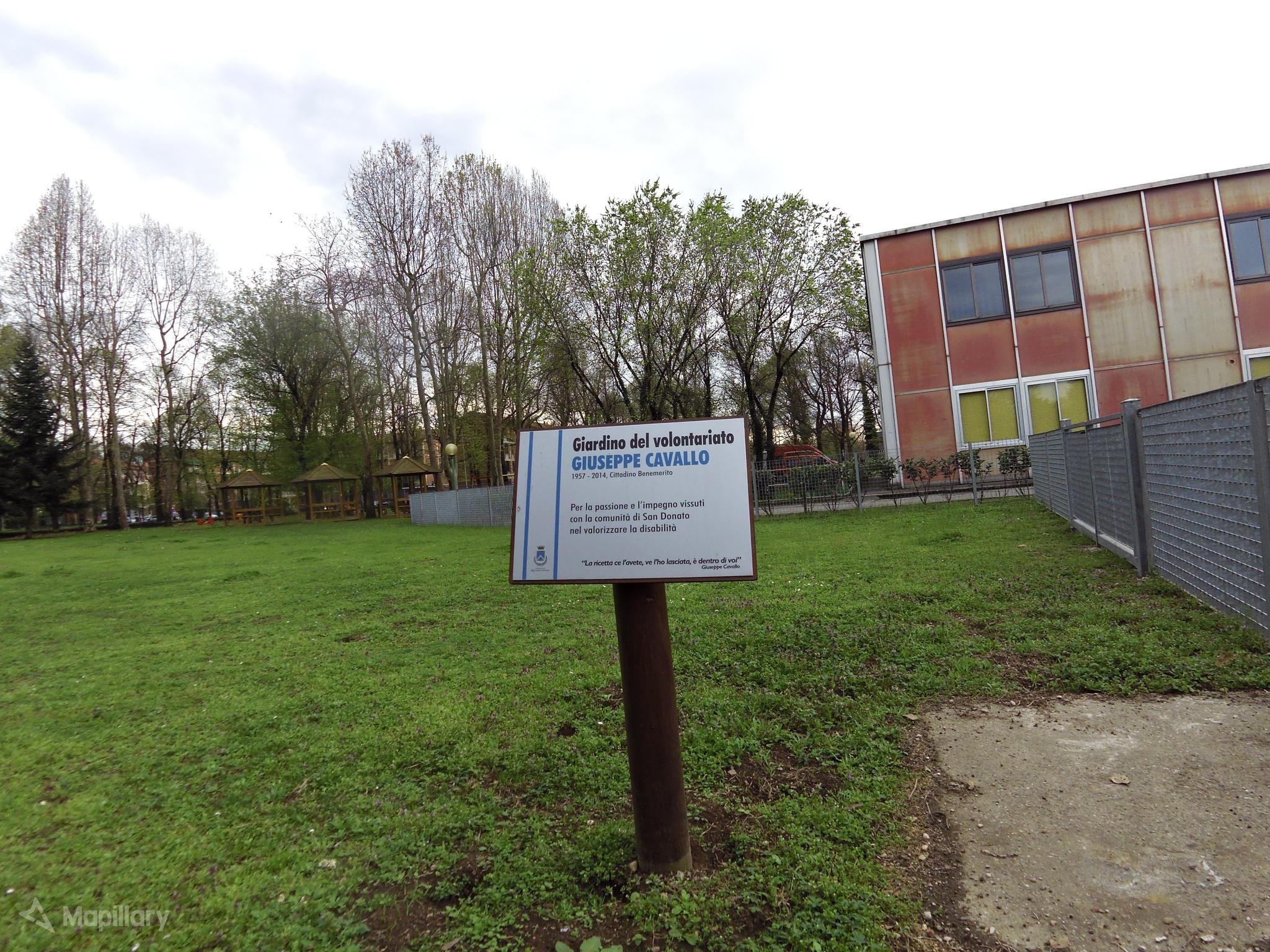
Giardino del volontario Giuseppe Cavallo - Area ludica polifunzionale Bolgiano (intitolato nel 2016)
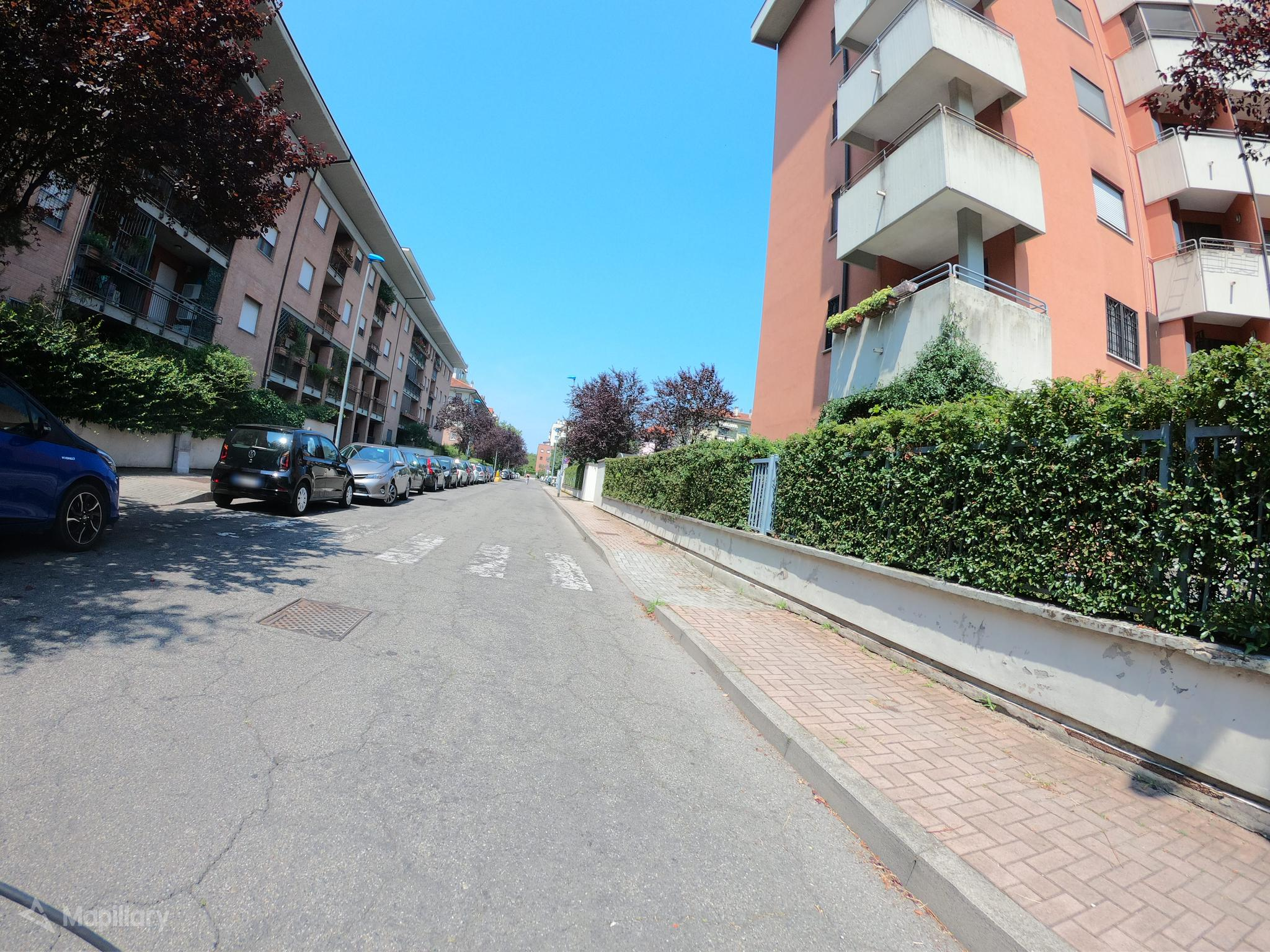
Area residenziale di Via Dossetti (l'edilizia più recente di Bolgiano)
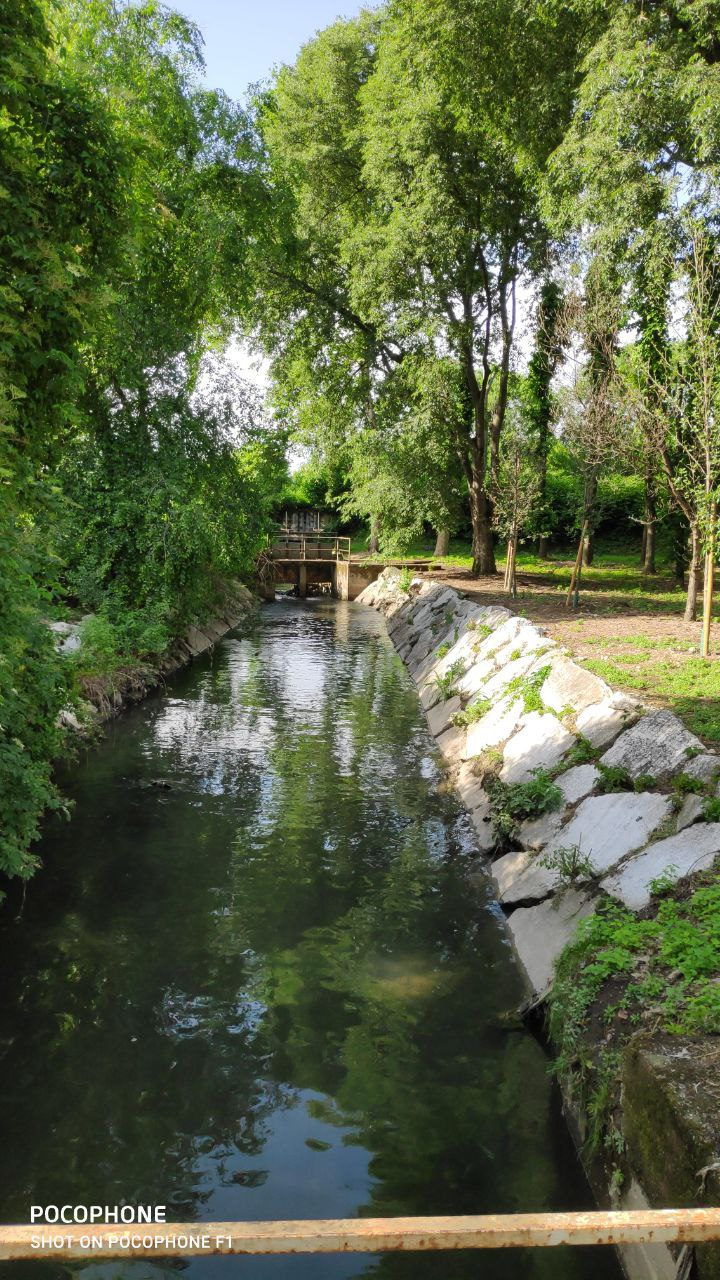
Roggia Fuga a Bolgiano (San Donato Milanese- maggio 2020)